# Hal Pearl
Hal Pearl (ur. 1908 w Chicago, zm. 23 listopada 2000 tamże) – amerykański organista jazzowy grający na organach kinowych. Współpracował z big-bandami epoki swingu, Glennem Millerem i Tommym Dorseyem.
Jego działalność muzyczna skupiała się w Chicago. W latach 20. XX wieku uczył się gry na organach klasycznych (kościelnych) i kinowych. W latach 1944–1962 był organistą w hali widowiskowo-sportowej Aragon Ballroom. W 1933 był oficjalnym organistą na EXPO. W latach 30. i 40. grał w teatrach muzycznych „Trianon, „Fox Sheridan”, „Granada” oraz „the Terminal”. W 1968 grał na organach podczas Konwencji Narodowej Demokratów. Przez 5 lat uczył muzyki organowej w szkole muzycznej Chicago Musical College.